# سل بولي تناسلي
سل بولي تناسلي (بالإنجليزية: Urogenital tuberculosis)‏ هو نوع من أنواع مرض السل ويُصيب الجهاز البولي التناسلي.

## وبائيات
يشيع هذا المرض خاصة في قارة اسيا وهو أقل انتشاراً في أفريقيا جنوب الصحراء.